# Antoine Joujou
Antoine Joujou (* 12. März 2003 in Mantes-la-Jolie) ist ein französischer Fußballspieler, der bei Le Havre AC spielt.

## Karriere

### Verein
Joujou begann seine fußballerische Ausbildung 2010 bei der ES Cesson Vert Saint-Denis. Im Jahr 2014 wechselte er zu Sénart Moissy, wo er zwei Jahre spielte und dann zum Évry FC wechselte. Wiederum zwei Jahre später unterschrieb er bei der US Melun und ein Jahr später beim CS Brétigny. Im Sommer 2020 wechselte er zum Le Havre AC, wo er bis 2021 in der Jugend spielte. In der Saison 2020/21 spielte er bereits einmal in der zweiten Mannschaft, wo er auch traf. 2021/22 spielte er dort bereits 14 Mal in der fünften Liga, wobei er vier Tore erzielte. Am 19. Spieltag der Saison 2022/23 wurde er bei einem 3:1-Sieg über Olympique Nîmes eingewechselt und gab somit sein Profidebüt. Im Februar 2023 unterschrieb er dann seinen ersten Profivertrag bei Le Havre. Bei einem 2:1-Sieg über Stade Laval schoss er nach Einwechslung sein erstes Tor in der Ligue 2. Er spielte insgesamt 2022/23 17 Mal für die Profis, wobei er einmal traf und mit seinem Verein als Meister in die Ligue 1 aufstieg.

### Nationalmannschaft
Im Mai 2023 spielte Joujou dreimal bei der U20-WM, wobei er mit seiner Mannschaft schon in der Gruppenphase ausschied.

## Erfolge
Le Havre AC
- Meister der Ligue 2 und Aufstieg in die Ligue 1: 2023